# WCWA World Tag Team Championship
Il WCWA World Tag Team Championship è stato un titolo della divisione tag team della federazione World Class Wrestling Association, associata alla National Wrestling Alliance (NWA).
Il titolo fu attivo con più nomi dal 1968, anno in cui fu istituito, fino al 1989, quando fu disattivato in favore dell'USWA World Tag Team Championship.

## Storia
La prima versione del titolo risale al 1967, quando nacque come NWA United States Tag Team Championship per la federazione NWA Big Time Wrestling, affiliata alla National Wrestling Alliance, e fu rinominato nel 1969 in NWA American Tag Team Championship.
Nel 1982 la Big Time Wrestling cambiò nome in World Class Championship Wrestling, con il titolo che fu di conseguenza rinominato in WCCW Tag Team Championship. In seguito, con la fuoriuscita dalla National Wrestling Alliance, cambiò nuovamente nome in World Class Wrestling Association, e il titolo divenne il WCWA World Tag Team Championship.
Questo fu attivo come titolo principale della divisione tag team fino al 1989, quando la WCWA si unì con la Continental Wrestling Association per formare la United States Wrestling Association, dove fu rimpiazzato dall'USWA World Tag Team Championship.

## Albo d'oro
| Legenda  |                                                                               |
| -------- | ----------------------------------------------------------------------------- |
| #        | Indica il numero del regno titolato                                           |
| Regno    | Viene indicato il numero del regno del campione                               |
| Data     | La data in cui il titolo è stato vinto                                        |
| Località | Indica il luogo in cui il titolo è stato vinto                                |
| Note     | Indica notizie particolari riguardanti i cambi di titolo o altre informazioni |

| #                                       | Campione                                         | Regno | Data              | Giorni | Località              | Evento                     | Note | Fonti  |
| --------------------------------------- | ------------------------------------------------ | ----- | ----------------- | ------ | --------------------- | -------------------------- | --- | ------ |
| NWA United States Tag Team Championship |                                                  |       |                   |        |                       |                            | |        |
| 1                                       | Emil Dusek e Ernie Dusek                         | 1     | 6 dicembre 1942   | --     | Houston, Texas        | House show                 | I Dusek erano promossi come il tag team campione nazionale, che viene considerato predecessore dell'United States Tag Team Championship.                   |        |
| Storia del titolo non documentata       |                                                  |       |                   |        |                       |                            | |        |
| 2                                       | Al Costello e Karl Von Brauner                   | 1     | gennaio 1967      | --     | --                    | House show                 | In un torneo per decretare i campioni inaugurali. |        |
| 3                                       | Fritz Von Erich e Waldo Von Erich                | 1     | 21 febbraio 1967  | 168    | Dallas, Texas         | House show                 | |        |
| 4                                       | Brute Bernard e Mike Paidousis                   | 1     | 8 agosto 1967     | 34     | Dallas, Texas         | House show                 | |        |
| 5                                       | Fritz Von Erich e Waldo Von Erich                | 2     | 11 settembre 1967 | 22     | Fort Worth, Texas     | House show                 | |        |
| 6                                       | Brute Bernard e Mike Paidousis                   | 2     | 3 ottobre 1967    | 20     | Dallas, Texas         | House show                 | |        |
| 7                                       | Gary Hart e Spoiler #1                           | 1     | 23 ottobre 1967   | 99     | Fort Worth, Texas     | House show                 | |        |
| 8                                       | Billy Red Lyons e Fritz Von Erich (3)            | 1     | 30 gennaio 1968   | 448    | Dallas, Texas         | House show                 | |        |
| NWA American Tag Team Championship      |                                                  |       |                   |        |                       |                            | |        |
| 9                                       | Spoiler #1 (2) e Spoiler #2                      | 1     | 22 aprile 1969    | 22     | Fort Worth, Texas     | House show                 | |        |
| 10                                      | Fritz Von Erich (4) e Grizzly Smith              | 1     | 14 maggio 1969    | 14     | Dallas, Texas         | House show                 | |        |
| 11                                      | Spoiler #1 (3) e Spoiler #2 (2)                  | 2     | 28 maggio 1968    | --     | --                    | House show                 | |        |
| 12                                      | Gary Hart (2) e Spoiler #1 (4)                   | 2     | 19 luglio 1968    | 4      | --                    | --                         | Spoiler #2 cedette la sua parte di titolo a Gary Hart. | [ 2 ]  |
| 13                                      | Fritz Von Erich (5) e Grizzly Smith (2)          | 2     | 23 luglio 1968    | 42     | Houston, Texas        | House show                 | |        |
| 14                                      | Gary Hart (3) e Spoiler #1 (5)                   | 3     | 10 settembre 1968 | 98     | Dallas, Texas         | House show                 | |        |
| 15                                      | Dan Miller e Fritz Von Erich (6)                 | 1     | 17 dicembre 1968  | --     | Dallas, Texas         | House show                 | |        |
| 16                                      | Fred Curry e Fritz Von Erich (7)                 | 1     | marzo 1969        | --     | --                    | House show                 | Curry sostituì MIller, che era infortunato |        |
| —                                       | Vacante                                          | —     | 1969              | —      | —                     | —                          | Il titolo venne reso vacante in seguito ad un finale controverso di una difesa.                                                                            |        |
| 17                                      | Wahoo McDaniel e Thunderbolt Patterson           | 1     | 27 giugno 1969    | --     | Houston, Texas        | House show                 | In un torneo per riassegnare i titoli vacanti. |        |
| 18                                      | Dusty Rhodes e Baron von Raschke                 | 1     | 1969              | --     | Fort Worth, Texas     | House show                 | |        |
| 19                                      | Wahoo McDaniel e Thunderbolt Patterson           | 2     | agosto 1969       | --     | --                    | House show                 | |        |
| —                                       | Vacante                                          | —     | 1969              | —      | —                     | —                          | Reso vacante per motivi non noti. |        |
| 20                                      | Boris Malenko e Lord Charles Montagne            | 1     | 30 settembre 1969 | --     | --                    | House show                 | |        |
| 21                                      | Wahoo McDaniel (3) e Antonio Pugliese            | 1     | 20 gennaio 1970   | 112    | Dallas, Texas         | House show                 | |        |
| 22                                      | Killer Karl Kox e Boris Malenko (2)              | 1     | 16 marzo 1970     | --     | Fort Worth, Texas     | House show                 | |        |
| Storia del titolo non documentata       |                                                  |       |                   |        |                       |                            | |        |
| —                                       | Vacante                                          | —     | 1970              | —      | —                     | —                          | Reso vacante per motivi non noti. |        |
| 23                                      | Killer Karl Kox (2) e Mike York                  | 1     | 2 settembre 1970  | --     | --                    | House show                 | In un torneo per assegnare il titolo vacante, sconfiggendo in finale Wahoo McDaniel e Mr. Wrestling.                                                       |        |
| Storia del titolo non documentata       |                                                  |       |                   |        |                       |                            | |        |
| 24                                      | Dick Murdoch e Dusty Rhodes (2)                  | 1     | 14 dicembre 1970  | 1      | --                    | House show                 | |        |
| 25                                      | George Scott e Tim Woods                         | 1     | 15 dicembre 1970  | 44     | Dallas, Texas         | House show                 | |        |
| 26                                      | Bronko Lubich e Chris Markoff                    | 1     | 28 gennaio 1971   | 148    | --                    | House show                 | |        |
| 27                                      | Johnny Valentine e Wahoo McDaniel (4)            | 1     | 25 giugno 1971    | 24     | Houston, Texas        | House show                 | |        |
| 28                                      | Thunderbolt Patterson (3) e Toru Tanaka          | 1     | 19 luglio 1971    | 108    | Fort Worth, Texas     | House show                 | | [ 2 ]  |
| 29                                      | Thunderbolt Patterson (4) e Johnny Valentine (2) | 1     | 4 novembre 1971   | 82     | Corpus Christi, Texas | House show                 | Tanaka cedette la sua parte di titolo a Valentine. |        |
| 30                                      | Dean Ho e Fritz Von Erich (8)                    | 1     | 25 gennaio 1972   | --     | Dallas, Texas         | House show                 | |        |
| Storia del titolo non documentata       |                                                  |       |                   |        |                       |                            | |        |
| 31                                      | Red Bastien e Dean Ho (2)                        | 1     | 28 febbraio 1972  | --     | --                    | House show                 | |        |
| Storia del titolo non documentata       |                                                  |       |                   |        |                       |                            | |        |
| 32                                      | Brute Bernard (3) e Missouri Mauler              | 1     | 1972              | --     | --                    | House show                 | |        |
| Storia del titolo non documentata       |                                                  |       |                   |        |                       |                            | |        |
| 33                                      | Mark Lewin e The Spoiler (6)                     | 1     | 1973              | --     | --                    | House show                 | |        |
| Storia del titolo non documentata       |                                                  |       |                   |        |                       |                            | |        |
| 34                                      | José Lothario e Ivan Putski                      | 1     | marzo 1973        | --     | --                    | House show                 | |        |
| 35                                      | Black Gordman e Goliath                          | 1     | 8 agosto 1973     | --     | Fort Worth, Texas     | House show                 | |        |
| 36                                      | José Lothario (2) e Mil Máscaras                 | 1     | 1973              | --     | --                    | House show                 | |        |
| —                                       | Vacante                                          | —     | gennaio 1974      | —      | —                     | —                          | Reso vacante per motivi non noti. |        |
| Storia del titolo non documentata       |                                                  |       |                   |        |                       |                            | |        |
| 37                                      | Blackjack Lanza e Blackjack Mulligan             | 1     | 22 gennaio 1974   | 181    | Houston, Texas        | House show                 | In un torneo per assegnare il titolo vacante, sconfiggendo in finale Afa e Sika, anche se non è certo che il torneo sia stato realmente disputato.         |        |
| 38                                      | Tex McKenzie e Ken Patera                        | 1     | 22 luglio 1974    | --     | Fort Worth, Texas     | House show                 | |        |
| 39                                      | Blackjack Lanza e Blackjack Mulligan             | 2     | 1974              | --     | --                    | House show                 | |        |
| 40                                      | Tex McKenzie (2) e Johnny Valentine (3)          | 1     | 23 settembre 1974 | --     | Fort Worth, Texas     | House show                 | |        |
| —                                       | Disattivato                                      | —     | 1974              | —      | —                     | —                          | Titolo reso vacante e disattivato temporaneamente dalla NWA Big Time Wrestling                                                                             |        |
| 41                                      | David Von Erich e Kevin Von Erich                | 1     | 15 ottobre 1978   | 127    | Dallas, Texas         | House show                 | Sconfiggendo Dory Funk Jr. e Terry Funk, anche se non è chiaro se si trattasse di una finale di un torneo o di uno spareggio.                              |        |
| 42                                      | Mark Lewin (2) e The Spoiler (7)                 | 2     | 19 febbraio 1979  | 102    | Fort Worth, Texas     | House show                 | | [ 3 ]  |
| 43                                      | El Halcòn e Jose Lothario (3)                    | 1     | 1 giugno 1979     | 31     | Houston, Texas        | House show                 | |        |
| 44                                      | Gino Hernandez e El Gran Markus                  | 1     | 20 luglio 1979    | 35     | Houston, Texas        | House show                 | |        |
| 45                                      | El Halcòn (2) e Jose Lothario (4)                | 2     | 24 agosto 1979    | --     | Houston, Texas        | House show                 | |        |
| 46                                      | Gino Hernandez e El Gran Markus                  | 2     | novembre 1979     | --     | --                    | House show                 | |        |
| 47                                      | Jose Lothario (5) e Tiger Conway Jr.             | 1     | 16 novembre 1979  | 28     | Houston, Texas        | House show                 | |        |
| 48                                      | Gino Hernandez e El Gran Markus                  | 3     | 14 dicembre 1979  | 14     | Houston, Texas        | House show                 | |        |
| 49                                      | El Halcòn (3) e Jose Lothario (6)                | 3     | 28 dicembre 1979  | 14     | Houston, Texas        | House show                 | |        |
| 50                                      | Mr. Hito e Mr. Sakurada                          | 1     | 11 gennaio 1980   | 63     | Houston, Texas        | House show                 | |        |
| 51                                      | Tiger Conway Jr. (2) e Jose Lothario (7)         | 1     | 14 marzo 1980     | 101    | Houston, Texas        | House show                 | |        |
| 52                                      | Mr. Hito e Mr. Sakurada                          | 2     | 23 giugno 1980    | 1      | Amarillo, Texas       | House show                 | |        |
| —                                       | Vacante                                          | —     | 24 giugno 1980    | —      | —                     | —                          | Il titolo fu reso vacante in seguito ad un pareggio in una difesa titolata contro Kevin Von Erich e Kerry Von Erich                                        |        |
| 53                                      | Mr. Hito e Mr. Sakurada                          | 3     | 1 luglio 1980     | 31     | Amarillo, Texas       | House show                 | In uno spareggio contro i Von Erich per riassegnare il titolo vacante.                                                                                     | [ 4 ]  |
| 54                                      | El Halcòn (4) e Kevin Von Erich (2)              | 1     | 1 agosto 1980     | --     | Dallas, Texas         | House show                 | |        |
| 55                                      | Gino Hernandez (4) e Gary Young                  | 1     | ottobre 1980      | --     | Houston, Texas        | House show                 | |        |
| 56                                      | Bruiser Brody e Kerry Von Erich                  | 1     | 11 gennaio 1981   | --     | Dallas, Texas         | House show                 | |        |
| —                                       | Vacante                                          | —     | maggio 1981       | —      | —                     | —                          | Il titolo fu reso vacante quando Bruiser Brody lasciò la federazione.                                                                                      |        |
| 57                                      | Brian Blair e Al Madril                          | 1     | giugno 1981       | --     | --                    | House show                 | In un torneo per assegnare il titolo vacante. |        |
| 58                                      | Killer Tim Brooks e Armand Hussein               | 1     | settembre 1981    | --     | Fort Worth, Texas     | House show                 | |        |
| Storia del titolo non documentata       |                                                  |       |                   |        |                       |                            | |        |
| 59                                      | The Great Kabuki e Chan Chung (4)                | 1     | 24 ottobre 1981   | 1      | --                    | House show                 | Chung era già stato campione con il nome di Mr. Sakurada,                                                                                                  |        |
| 60                                      | Terry Orndorff e Kerry Von Erich (2)             | 1     | 25 ottobre 1981   | --     | Dallas, Texas         | Wrestling Star Wars        | | [ 5 ]  |
| Storia del titolo non documentata       |                                                  |       |                   |        |                       |                            | |        |
| WCCW American Tag Team Championship     |                                                  |       |                   |        |                       |                            | |        |
| 61                                      | Al Madril (2) e Kerry Von Erich (3)              | 1     | 1982              | --     | --                    | House show                 | |        |
| 62                                      | King Kong Bundy e Bugsy McGraw                   | 1     | 11 aprile 1982    | 85     | Dallas, Texas         | House show                 | |        |
| 63                                      | Kerry Von Erich (4) e Kevin Von Erich (3)        | 1     | 5 luglio 1982     | 69     | Fort Worth, Texas     | House show                 | |        |
| 64                                      | King Kong Bundy (2) e Bill Irwin                 | 1     | 12 settembre 1982 | 85     | Dallas, Texas         | House show                 | |        |
| 65                                      | Terry Gordy e Michael Hayes                      | 1     | 26 novembre 1982  | 202    | Dallas, Texas         | House show                 | |        |
| 66                                      | Bruiser Brody (2) e Kerry Von Erich (5)          | 1     | 16 giugno 1983    | --     | Dallas, Texas         | Wrestling Star Wars        | | [ 6 ]  |
| —                                       | Vacante                                          | —     | 1983              | —      | —                     | —                          | Il titolo fu reso vacante per un infortunio di Bruiser Brody.                                                                                              |        |
| 67                                      | Bulldog Brower e Roddy Piper                     | 1     | ottobre 1983      | --     | Detroit, Michigan     | House show                 | In un torneo fittizio per assegnare il titolo vacante. |        |
| 68                                      | Super Destroyer #1 e Super Destroyer #2          | 1     | ottobre 1983      | --     | Indianapolis, Indiana | House show                 | Cambio di titolo mai realmente avvenuto. |        |
| 69                                      | Brian Adias e King Parsons                       | 1     | 25 dicembre 1983  | --     | Dallas, Texas         | Christmas Star Wars        | | [ 7 ]  |
| 70                                      | Super Destroyer #1 e Super Destroyer #2          | 2     | 30 gennaio 1984   | 97     | Fort Worth, Texas     | House show                 | |        |
| 71                                      | King Parsons (2) e Buck Zumhofe                  | 1     | 6 maggio 1984     | 13     | Irving, Texas         | Parade of Champions        | | [ 8 ]  |
| 72                                      | Super Destroyer #1 e Super Destroyer #2          | 3     | 19 maggio 1984    | 46     | San Antonio, Texas    | House show                 | A fine incontro, i due si smascherarono per rivelare essere Bill e Scott Irwin                                                                             |        |
| 73                                      | Super Destroyer #1 e Super Destroyer #2          | 2     | 4 luglio 1984     | 86     | Fort Worth, Texas     | Indipendence Day Star Wars | | [ 9 ]  |
| 74                                      | Bill Irwin e Scott Irwin                         | 4     | 28 settembre 1984 | 24     | Dallas, Texas         | House show                 | |        |
| 75                                      | Bobby Fulton e Tommy Rogers                      | 1     | 22 ottobre 1974   | 81     | Fort Worth, Texas     | House show                 | |        |
| 76                                      | Dennis Condrey e Bobby Eaton                     | 1     | 11 gennaio 1985   | 164    | Dallas, Texas         | WCCW                       | Trasmesso in differita il 26 gennaio 1985. |        |
| —                                       | Vacante                                          | —     | 24 giugno 1985    | —      | —                     | —                          | Il titolo venne reso vacante in seguito ad un finale controverso di una difesa, nel quale intervenne il manager dei campioni Jim Cornette                  |        |
| 77                                      | Bobby Fulton e Tommy Rogers                      | 2     | 5 maggio 1985     | 50     | Irving, Texas         | Parade of Champions        | In uno spareggio contro Dennis Condrey e Bobby Eaton per riassegnare il titolo vacante.                                                                    | [ 10 ] |
| 78                                      | Chris Adams e Gino Hernandez (5)                 | 1     | 24 giugno 1985    | 81     | Fort Worth, Texas     | House show                 | |        |
| —                                       | Vacante                                          | —     | 13 settembre 1985 | —      | —                     | —                          | Il titolo venne reso vacante in seguito ad un finale controverso di una difesa.                                                                            |        |
| 79                                      | Kerry Von Erich (6) e Kevin Von Erich (4)        | 2     | 20 settembre 1985 | 28     | Dallas, Texas         | House show                 | In uno spareggio per riassegnare i titoli vacanti contro Chris Adams e Gino Hernandez.                                                                     |        |
| —                                       | Vacante                                          | —     | 18 ottobre 1985   | —      | —                     | —                          | Il titolo venne reso vacante in seguito ad un finale controverso di una difesa.                                                                            |        |
| 80                                      | Chris Adams (2) e Gino Hernandez (6)             | 2     | 28 novembre 1985  | --     | Dallas, Texas         | Thanksgiving Star Wars     | In uno spareggio contro i Von Erich per riassegnare i titoli vacanti.                                                                                      | [ 11 ] |
| —                                       | Vacante                                          | —     | 1986              | —      | —                     | —                          | Il titolo venne reso vacante in seguito alla divisione del Tag Team. La WCCW intanto lasciò la NWA per cambiare nome in World Class Wrestling Association. |        |
| WCWA World Tag Team Championship        |                                                  |       |                   |        |                       |                            | |        |
| 81                                      | Matt Borne e Buzz Sawyer                         | 1     | 1 settembre 1986  | 67     | Fort Worth, Texas     | Labor Day Star Wars        | In un torneo per riassegnare i titoli vacanti, sconfiggendo in finale Chris Adams e Lance Von Erich.                                                       | [ 12 ] |
| 82                                      | Dingo Warrior e Lance Von Erich                  | 1     | 17 novembre 1986  | 14     | Fort Worth, Texas     | House show                 | |        |
| 83                                      | Biran Adias (2) e Al Madril (3)                  | 1     | 1 dicembre 1986   | 93     | Fort Worth, Texas     | House show                 | |        |
| 84                                      | Bobby Fulton e Tommy Rogers                      | 3     | 4 marzo 1987      | 33     | Lubbock, Texas        | House show                 | | [ 13 ] |
| —                                       | Vacante                                          | —     | 6 aprile 1987     | —      | —                     | —                          | Il titolo venne reso vacante in seguito ad un finale controverso di una difesa.                                                                            |        |
| 85                                      | Bobby Fulton e Tommy Rogers                      | 4     | 4 maggio 1987     | 53     | Lubbock, Texas        | House show                 | In uno spareggio contro Mike Davis e Tommy Lane per riassegnare i titoli vacanti.                                                                          |        |
| 86                                      | Eric Embry e Frank Lancaster                     | 1     | 26 giugno 1987    | 42     | Dallas, Texas         | House show                 | |        |
| 87                                      | Shawn Simpson e Steve Simpson                    | 1     | 7 agosto 1987     | 36     | Fort Worth, Texas     | Labor Day Star Wars        | | [ 14 ] |
| 88                                      | Biran Adias (3) e Frank Lancaster (2)            | 1     | 12 settembre 1987 | 38     | Fort Worth, Texas     | House show                 | |        |
| 89                                      | Kerry Von Erich (7) e Kevin Von Erich (5)        | 3     | 20 ottobre 1987   | --     | Shreveport, Louisiana | House show                 | |        |
| 90                                      | Iceman Parsons (4) e Terry Taylor                | 1     | 1988              | --     | --                    | House show                 | |        |
| 91                                      | Kerry Von Erich (8) e Kevin Von Erich (6)        | 4     | 1 luglio 1988     | 42     | Dallas, Texas         | House show                 | | [ 4 ]  |
| 92                                      | Fatu e Samu                                      | 1     | 12 agosto 1988    | 35     | Dallas, Texas         | House show                 | |        |
| 93                                      | Steve Cox e Michael Hayes (2)                    | 1     | 16 settembre 1988 | 3      | Dallas, Texas         | House show                 | |        |
| 94                                      | Fatu e Samu                                      | 2     | 19 settembre 1988 | 26     | Memphis, Tennessee    | House show                 | |        |
| 95                                      | Steve Cox (2) e Michael Hayes (3)                | 1     | 15 ottobre 1988   | 2      | Dallas, Texas         | Cotton Bowl Extravaganza   | | [ 15 ] |
| 96                                      | Fatu e Samu                                      | 3     | 17 ottobre 1988   | --     | Fort Worth, Texas     | House show                 | |        |
| 97                                      | Kerry Von Erich (9) e Kevin Von Erich (7)        | 5     | febbraio 1989     | --     | --                    | --                         | Titolo assegnato ai Von Erich quando Fatu e Samu lasciarono la federazione.                                                                                |        |
| 98                                      | Robert Fuller e Jimmy Golden                     | 1     | 17 febbraio 1989  | 23     | Dallas, Texas         | House show                 | | [ 16 ] |
| 99                                      | Jeff Jarrett e Kerry Von Erich (10)              | 1     | 12 marzo 1989     | 68     | Fort Worth, Texas     | House show                 | |        |
| 100                                     | Cactus Jack e Super Zodiac II (2)                | 1     | 19 maggio 1989    | 21     | Dallas, Texas         | House show                 | Super Zodiac II era già stato campione con il nome di Gary Young.                                                                                          |        |
| 101                                     | Jeff Jarrett (2) e Mil Mascaras (2)              | 1     | 9 giugno 1989     | 14     | Dallas, Texas         | House show                 | |        |
| 102                                     | Robert Fuller (2) e Brian Lee                    | 1     | 23 giugno 1989    | 7      | Dallas, Texas         | House show                 | |        |
| 103                                     | Matt Borne (2) e Jeff Jarrett (3)                | 1     | 30 giugno 1989    | 35     | Dallas, Texas         | House show                 | |        |
| 104                                     | Scott Braddock e Cactus Jack (2)                 | 1     | 4 agosto 1989     | 0      | Dallas, Texas         | House show                 | | [ 17 ] |
| —                                       | Disattivato                                      | —     | 4 agosto 1989     | —      | —                     | —                          | Quando la WCWA si unì con la Continental Wrestling Association il titolo fu disattivato per essere sostituito dal l'USWA World Tag Team Championship.      |        |